# 올리비에 다쿠르
올리비에 요안 다쿠르(프랑스어: Olivier Yohan Dacourt, 1974년 9월 25일~)는 프랑스의 전 축구 선수이다. 프랑스 국가대표로도 활약하였으며, 리즈 유나이티드, 로마, 인테르나치오날레에서 선수 생활을 한 것으로 잘 알려져 있다. 그는 수비형 미드필더 역할을 훌륭하게 소화하는 선수였으며, 완벽한 태클실력에 정확한 패스를 할 줄 아는 미드필더였다.